# Залізний дощ
«Залізний дощ» («Железный дождь») — радянський художній фільм 1987 року, знятий режисером Євгеном Макаровим на студії «Лентелефільм».

## Сюжет
У ямі на землі біля підніжжя схилу сидить старий. Він згадує про те, як на цьому ж місці його хотіли вбити фашисти, але автомат заклинило, і його залишили жити. Спогади перериваються приїздом жінки та чоловіка. Вони садять старого в машину і відвозять. Тепер старий живе у чужих людей. Війна давно скінчилася. Люди ходять у кіно, закохуються, ревнують, танцюють… А старий все ніяк не може забути того ранку 22 червня 1941 року, як бомбили їхню частину і вони називали це «залізним дощем». Як чекали «наших», а їх все не було…

## У ролях
- Михайло Брилкін — Богданов, старий, у минулому рядовий
- Тетяна Рассказова — Надія Кольцова, невістка
- Тетяна Ткач — молодуха
- Олена Драпеко — Зінка
- Станіслав Соколов — роль другого плану
- Анатолій Рудаков — Олексій
- Валентина Єгоренкова — роль другого плану
- А. Тутов — Лєсніков
- Яків Степанов — Могилкін
- Є. Шиманович — роль другого плану
- Анатолій Пустохін — роль другого плану
- Михайло Кузнецов — епізод
- Володимир Залигін — епізод
- Рудольф Челіщев — епізод
- Костянтин Демидов — епізод
- Юрій Агейкін — епізод
- Андрій Щепочкін — епізод
- Надія Писарєва — епізод
- Валентина Виноградова — епізод
- М. Лучнікова — епізод
- Ніна Мещанінова — епізод
- Олена Катаєва — епізод
- А. Наумова — епізод

## Знімальна група
- Режисер — Євген Макаров
- Сценарист — І. Богданов
- Оператор — Павло Засядко
- Композитор — Веніамін Баснер
- Художник — Борис Петрушанський